# Cypr na Zimowych Igrzyskach Olimpijskich 1984
Cypr na Zimowych Igrzyskach Olimpijskich 1984 w Sarajewie reprezentowało pięcioro zawodników.

## Przebieg
Podczas Zimowych Igrzysk Olimpijskich w Sarajewie w 1984 roku reprezentacja Cypru składała się z pięciu zawodników (czterech mężczyzn i jednej kobiety), którzy rywalizowali w narciarstwie alpejskim. W konkurencji slalomu giganta mężczyzn Alexis Photiadis zajął 69. miejsce z łącznym czasem 3:54.03, Lambros Lambrou był 70. z czasem 3:55.97, a Giannos Pipis uplasował się na 75. pozycji z wynikiem 4:07.73. Pavlos Photiadis nie ukończył pierwszego przejazdu. W slalomie Lambros Lambrou osiągnął 41. miejsce z czasem 2:34.62, Giannos Pipis był 47. z wynikiem 3:01.52, natomiast Alexis i Pavlos Photiadis nie ukończyli swoich przejazdów. W rywalizacji kobiet Lina Aristodimou zajęła 43. miejsce w slalomie gigancie z czasem 3:03.45 oraz 21. miejsce w slalomie z wynikiem 2:19.64. Żaden z cypryjskich zawodników nie zdobył medalu podczas tych igrzysk.

## Narciarstwo alpejskie
Mężczyźni
| Zawodnik         | Konkurencja | Konkurencja | Konkurencja                 | Konkurencja                 | Konkurencja                 | Konkurencja                 | Konkurencja                 | Konkurencja                 | Konkurencja                 | Konkurencja                 |
| Zawodnik         | Zjazd       | Zjazd       | Slalom gigant               | Slalom gigant               | Slalom gigant               | Slalom gigant               | Slalom specjalny            | Slalom specjalny            | Slalom specjalny            | Slalom specjalny            |
| Zawodnik         | Czas        | Pozycja     | Czas 1. przejazdu           | Czas 2. przejazdu           | Czas łączny                 | Pozycje                     | Czas 1. przejazdu           | Czas 2. przejazdu           | Czas łączny                 | Pozycja                     |
| ---------------- | ----------- | ----------- | --------------------------- | --------------------------- | --------------------------- | --------------------------- | --------------------------- | --------------------------- | --------------------------- | --------------------------- |
| Alechis Fotiadis |             |             | 1:52,98                     | 2:01,05                     | 3:54,03                     | 69.                         | Nie ukończył 1-go przejazdu | Nie ukończył 1-go przejazdu | Nie ukończył 1-go przejazdu | Nie ukończył 1-go przejazdu |
| Pawlos Fotiadis  |             |             | Nie ukończył 1-go przejazdu | Nie ukończył 1-go przejazdu | Nie ukończył 1-go przejazdu | Nie ukończył 1-go przejazdu | Dyskwalifikacja             | Nie ukończył konkurencji    | Nie ukończył konkurencji    | Nie ukończył konkurencji    |
| Lambros Lambru   |             |             | 1:56,46                     | 1:59,51                     | 3:55,97                     | 70.                         | 1:17,27                     | 1:17,35                     | 2:34,62                     | 41.                         |
| Janos Pipis      |             |             | 1:56,18                     | 2:11,55                     | 4:07,73                     | 75.                         | 1:30,69                     | 1:30,83                     | 3:01,52                     | 47.                         |

Kobiety
| Zawodniczka     | Konkurencja | Konkurencja | Konkurencja       | Konkurencja       | Konkurencja   | Konkurencja   | Konkurencja       | Konkurencja       | Konkurencja      | Konkurencja      |
| Zawodniczka     | Zjazd       | Zjazd       | Slalom gigant     | Slalom gigant     | Slalom gigant | Slalom gigant | Slalom specjalny  | Slalom specjalny  | Slalom specjalny | Slalom specjalny |
| Zawodniczka     | Czas        | Pozycja     | Czas 1. przejazdu | Czas 2. przejazdu | Czas łączny   | Pozycja       | Czas 1. przejazdu | Czas 2. przejazdu | Czas łączny      | Pozycja          |
| --------------- | ----------- | ----------- | ----------------- | ----------------- | ------------- | ------------- | ----------------- | ----------------- | ---------------- | ---------------- |
| Lina Aristodimu |             |             | 1:29,22           | 1:34,23           | 3:03,45       | 43.           | 1:08,53           | 1:11,11           | 2:19,64          | 21.              |